# Цыганово (Московская область)
Цыганово — деревня в Рузском районе Московской области, входит в состав сельского поселения Ивановское. Население 5 человек на 2006 год, в деревне числится 1 садовое товарищество. До 2006 года Цыганово входило в состав Сумароковского сельского округа.
Деревня расположена на западе района, примерно в 9 километрах к северо-западу от Рузы, у истоков реки Пальна, высота центра над уровнем моря 200 м. Ближайшие населённые пункты — Лихачёво в 2 км севернее и Никулкино в 2,5 км на юго-восток.